# Equisetum myriochaetum
Мексиканський велетенський хвощ (Equisetum myriochaetum) — вид рослин родини хвощові.

## Будова
Це наразі найбільший живий хвощ на планеті. Його циліндричне порожнє сегментоване стебло досягає 7 метрів висоти. Листя росте навколо з'єднань сегментів. Може утворювати гібриди з іншими видами хвощів (Equisetum hyemale і Equisetum giganteum).

## Поширення та середовище існування
Зростає від Перу до Мексики. Зустрічається в лісах, чагарниках, тінистих ущелинах, по берегах річок і струмків, по багнистих місцях, на висоті 200—2100 м н. р. м.

## Практичне використання
Використовується у народній медицині індіанцями.

## Галерея

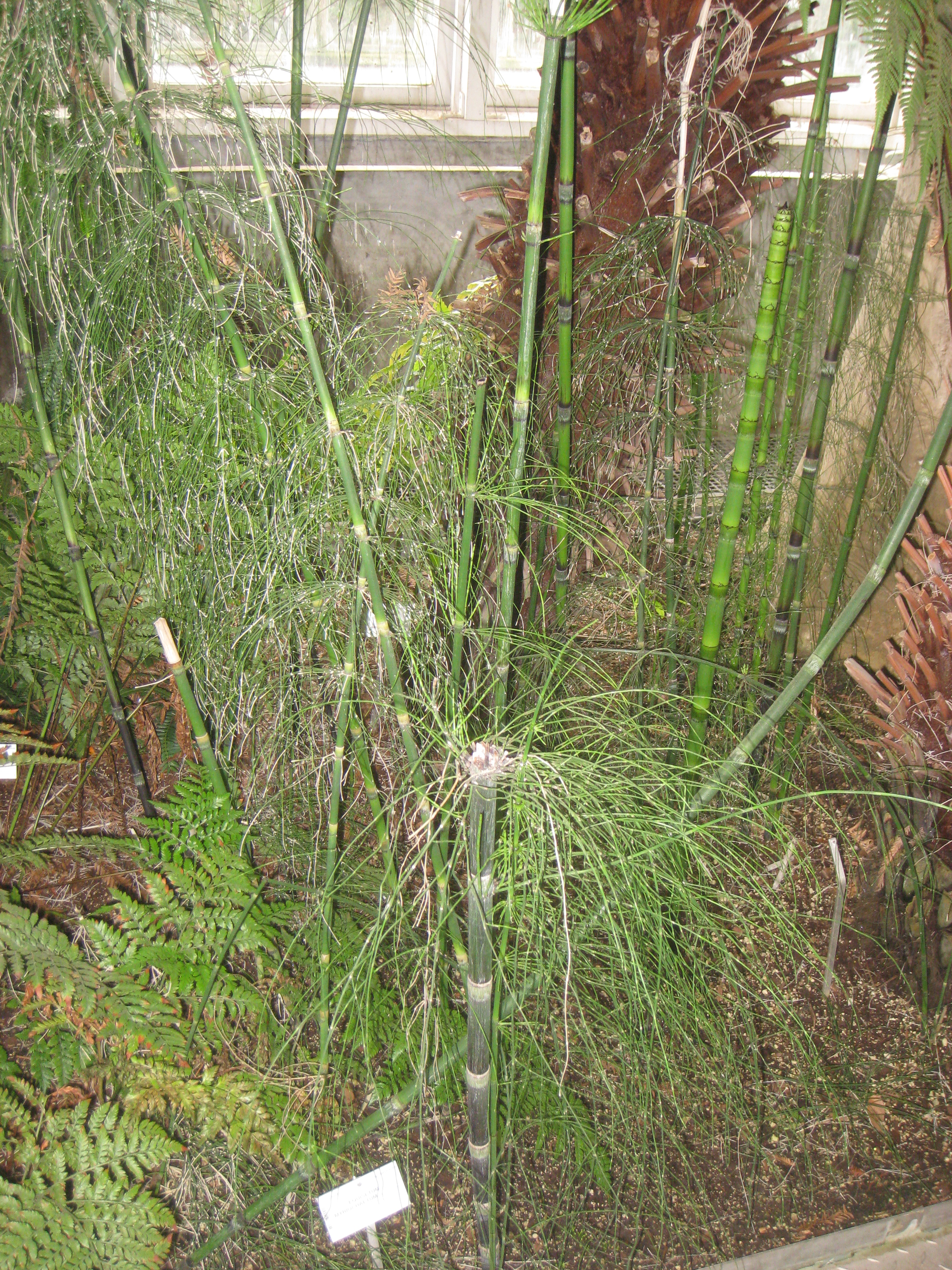
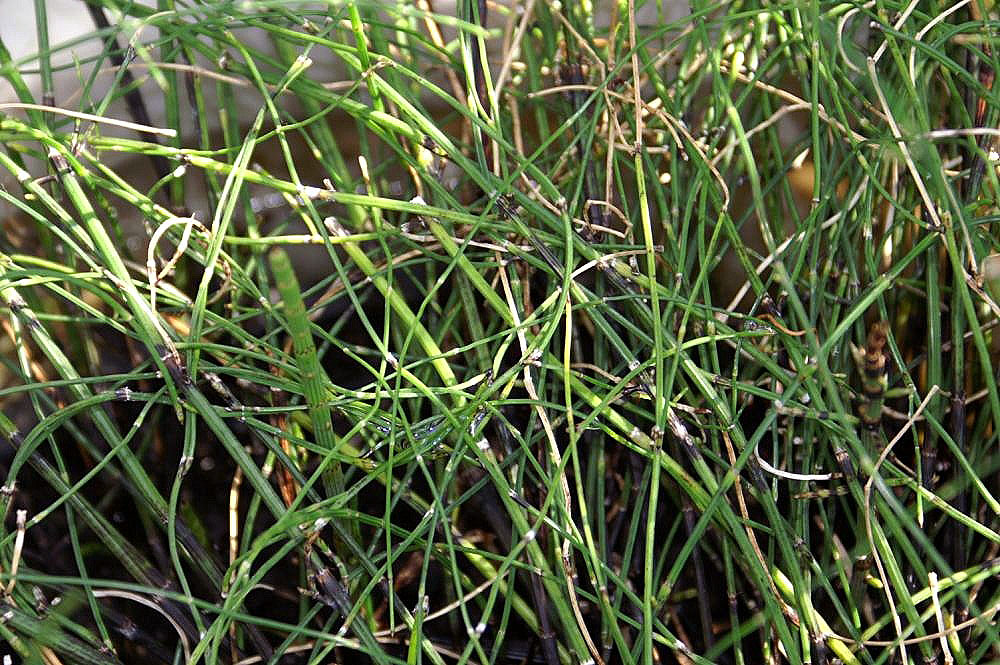
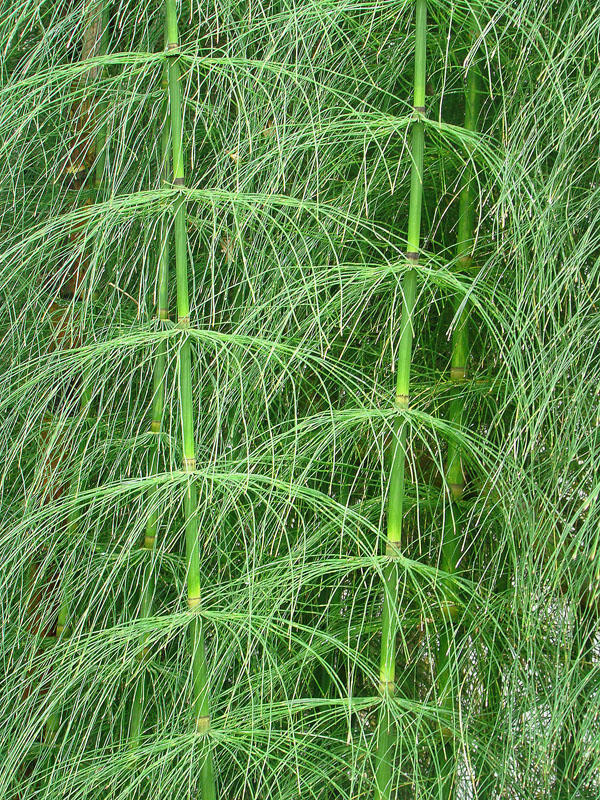